# Ulrich Ruffiner
Ulrich Ruffiner, né entre 1480 et 1483 dans le village médiéval de Pietre Gemelle (territoire qui comprend aujourd'hui les communes d'Alagna Valsesia et Riva Valdobbia), est mort entre 1549 et 1556 à Glis, où il serait tombé du clocher de l'église. Ce tailleur de pierre, architecte et ingénieur d'origine Walser compte parmi les artistes les plus célèbres de la Valsesia.

## Biographie
Après un apprentissage de tailleur de pierre, sans doute dans sa région d'origine, la Valsesia (Piémont), Ruffiner travaille en Valais, où sa présence est attestée à Rarogne dès 1512/1513 et à Glis au plus tard dès 1544. Il collabore presque à tous les grands chantiers valaisans de la première moitié du XVIe siècle, notamment à l'édification des chefs-d'œuvre du gothique flamboyant élevés par le cardinal Matthieu Schiner (église Saint-Théodule à Sion, 1514-1516) et de son opposant Georges Supersaxo (chapelle Sainte-Anne dans l'église de Glis, 1519), ainsi qu'à la construction de l'ossuaire et de l'église de Naters (1513-1514) et de l'église d'Ernen (1518). Passé maître dans la transformation de monuments devenus obsolètes (Burgkirche de Rarogne, 1508-1514), il élabore aussi un projet d'amélioration du chemin muletier du col du Lötschen (1519-1520), bâtit le pont enjambant la Dala près de Rumeling (comm. Inden) en 1539 et celui au-dessus des gorges de la Viège (Chibrücke) près de Stalden (1544-1545).

## Œuvres
- Ardon : église, 1525
- Ausserbinn : Schärtbrücke, 1540-1543
- Brigue : ancienne maison Stockalper, 1532
- Crevadossola : église, 1518
- Ernen : Église, 1518
- Evionnaz : Landstrasse, Rhône, 1536-1537
- Evionnaz : Landstrasse, 1541-1543
- Géronde : église conventuelle, vers 1505?
- Glis : Église Notre-Dame I, 1519-1521 (nouvelles chapelles latérales, portail doré)
- Glis : Église Notre-Dame II, 1538-1540, 1549 (?) (Conversion du chœur et de la tour ; nouvelle sacristie)
- Kippel : église, 1535?
- Lens : Église paroissiale Saint-Pierre, 1535-1537 (nouvelle tour)
- Loèche : Église paroissiale Saint-Étienne, jusqu'en 1514 (nouvelle voûte de la nef centrale ; réfection des toitures des bas-côtés)
- Loèche : Hôtel de ville, 1541-1543 (rénovation)
- Projet Lötschberg, 1519-1520 (agrandissement de la route ; Souste, hôpital et chapelle)

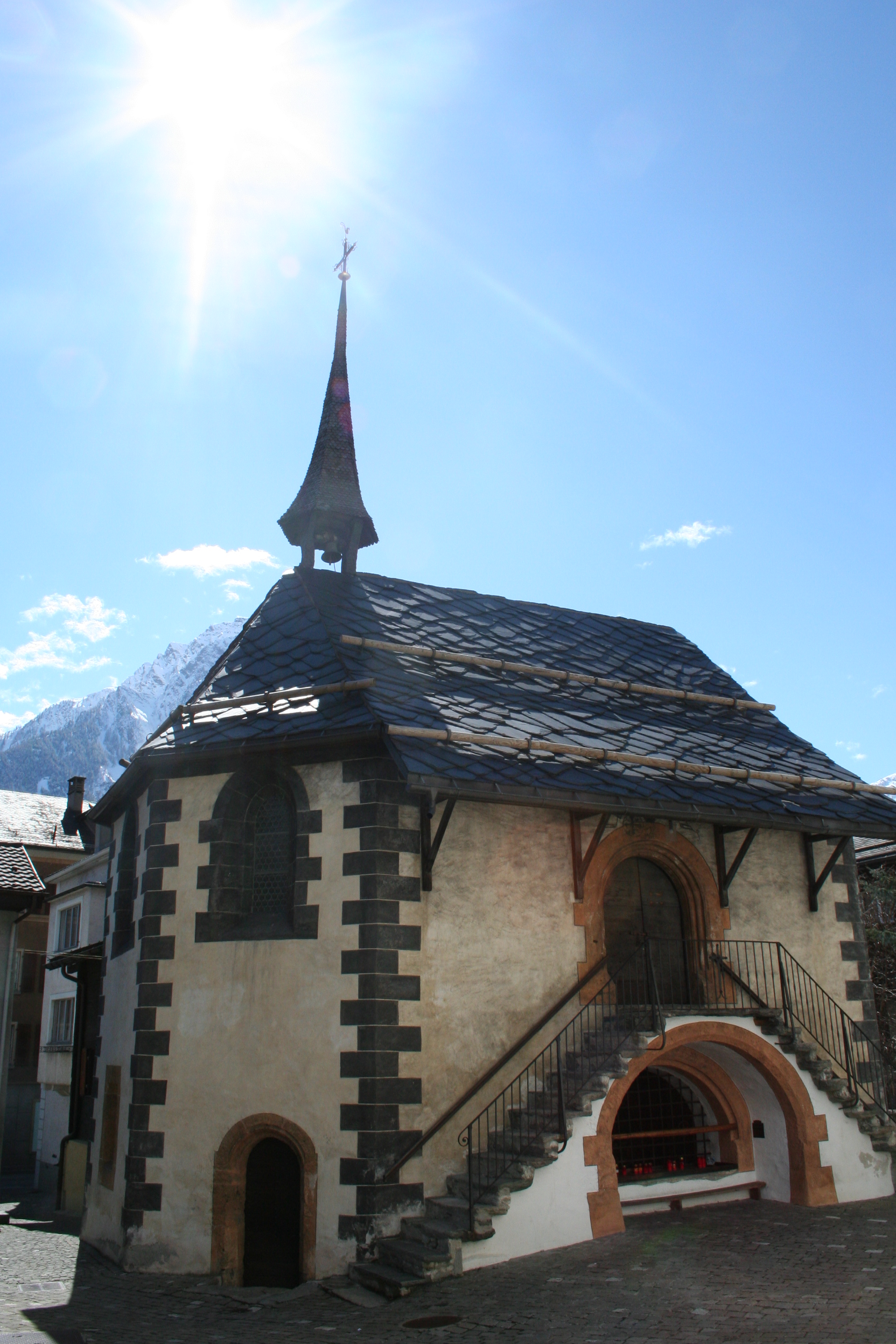
Ossuaire de Naters.

- Mollens : Église paroissiale Saint-Maurice-de-Laques, 1531[8]
- Mörel : Église paroissiale St. Hilaire, 1529, 1546-1547 (nouveau chœur et nef ; reconstruction de la tour)
- Naters : Église paroissiale St. Maurice, 1513-1514 (nouvel ossuaire, rénovation de la tour)
- Nendaz : Meierturm, 1507
- Niedergesteln : église, début XVIe siècle
- Rarogne : Église du château, 1512-1515, 1517/1518 (neuf ou reconstruction)
- Rarogne : Maison Ruffiner, 1513 (nouveau bâtiment)
- Rarogne : Zentriegenhaus, 1536-1537
- Rarogne : tour d'habitation au château, après 1538?
- Rumeling : pont sur la Dala, 1539
- Saint-Léonard : maison, vers 1538 (?)
- Saint-Maurice : Pont sur le Rhône, 1523
- Saint-Maurice-de-Laques : église, 1531–1532
- Saint Germain : église Saint-Germain, vers 1515 (?)
- Savièse: église, 1517, 1523
- Sierre : Église Notre-Dame du Marais, 1524
- Sion : église Saint-Théodule, 1514-1516 (nouvelle nef, tour latérale)
- Sion : Majorie, 1532, 1536-1539
- Sion : Maison du Diable, vers 1515-1528
- Stalden : Chibrücke, 1544-1545
- Viège : Maison de la Dîme, 1544[9]